# Franse Antillen
De Franse Antillen (Frans: Antilles Françaises), soms ook Frans-West-Indië genoemd, omvatten tegenwoordig de volgende eilanden in het Caraïbisch gebied: Guadeloupe, Martinique, Saint-Barthélemy en Saint-Martin.
| Vlag               | Naam eiland      | Hoofdstad      | Oppervlakte | Inwoners | Status                       |
| ------------------ | ---------------- | -------------- | ----------- | -------- | ---------------------------- |
|                    | Guadeloupe       | Basse-Terre    | 1705 km²    | 409.905  | Franse overzeese departement |
|                    | Martinique       | Fort-de-France | 1128 km²    | 400.535  | Franse overzeese departement |
|                    | Saint-Barthélemy | Gustavia       | 21 km²      | 9.072    | Franse overzeese gebied      |
| Vlag van Frankrijk | Saint-Martin     | Marigot        | 54 km²      | 37.630   | Franse overzeese gebied      |

Saint-Barthélemy en Saint-Martin waren tot 22 februari 2007 onderdeel van het overzeese departement Guadeloupe. Op 7 december 2003 stemde de bevolking van beide eilanden voor zelfbestuur.
In het verleden behoorden ook de volgende andere gebieden tot de Franse Antillen:
- Het huidige Haïti, tot Haïti zich onafhankelijk verklaarde in 1804. Niet erkend door Frankrijk tot 1825
- Het eiland Dominica, tot in 1783 de Britten het eiland overnamen
- Het eiland Saint Lucia, tot in 1815 de Britten het eiland overnamen
- Het eiland Tobago, laatste keer dat Frankrijk het eiland moest overgeven was in 1803, aan de Britten